# Riviera on Vaal Country Club
De Riviera on Vaal Country Club is een countryclub in Vereeniging, Zuid-Afrika. De club is opgericht in 1937 en heeft een 18-holes golfbaan met een par van 72.
Naast een golfbaan, biedt de club ook een kuuroord en verscheidene watersporten aan omdat de club en de golfbaan naast de Vaalrivier ligt.

## De baan
De golfbaan werd ontworpen door de golfbaanarchitect Hugo Allison. De fairways en de tees werden beplant met kikuyugras, een tropische grassoort, en de greens met struisgras.
Er zijn slechts drie waterhindernissen aanwezig op de golfbaan en een deel van de golfbaan ligt naast de Vaalrivier.

## Golftoernooien
- Riviera Resort Classic: 2000